# Hornito

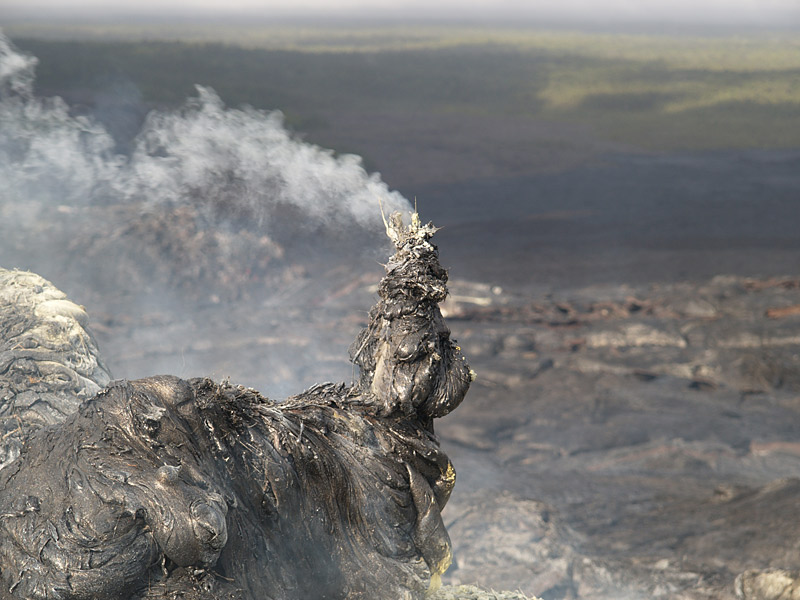
40 cm hoher Hornito am Puʻu ʻŌʻō im Dezember 2003

Hornitos (aus dem Spanischen: kleiner Ofen) sind kaminartige oder schornsteinartige Ausbruchskegel, die entstehen, wenn aus einem Lavastrom aufsteigende Lava durch die bereits erstarrte Kruste nach oben gepresst wird.

## Beschreibung

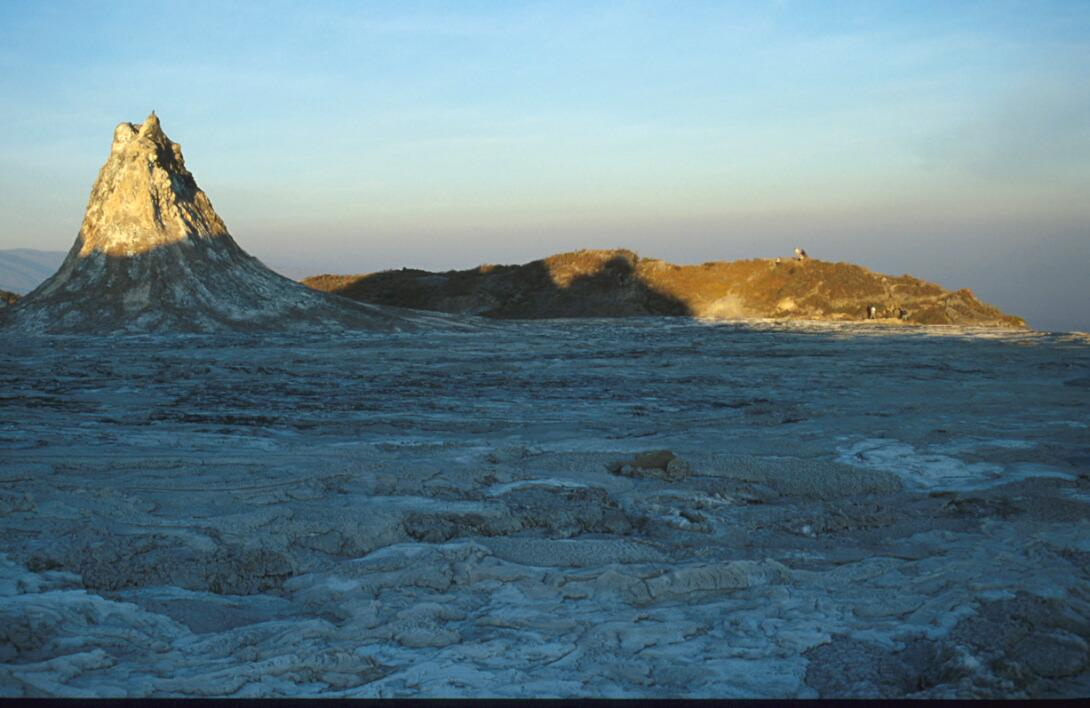
Hornito im Krater des Ol Doinyo Lengai, August 2001

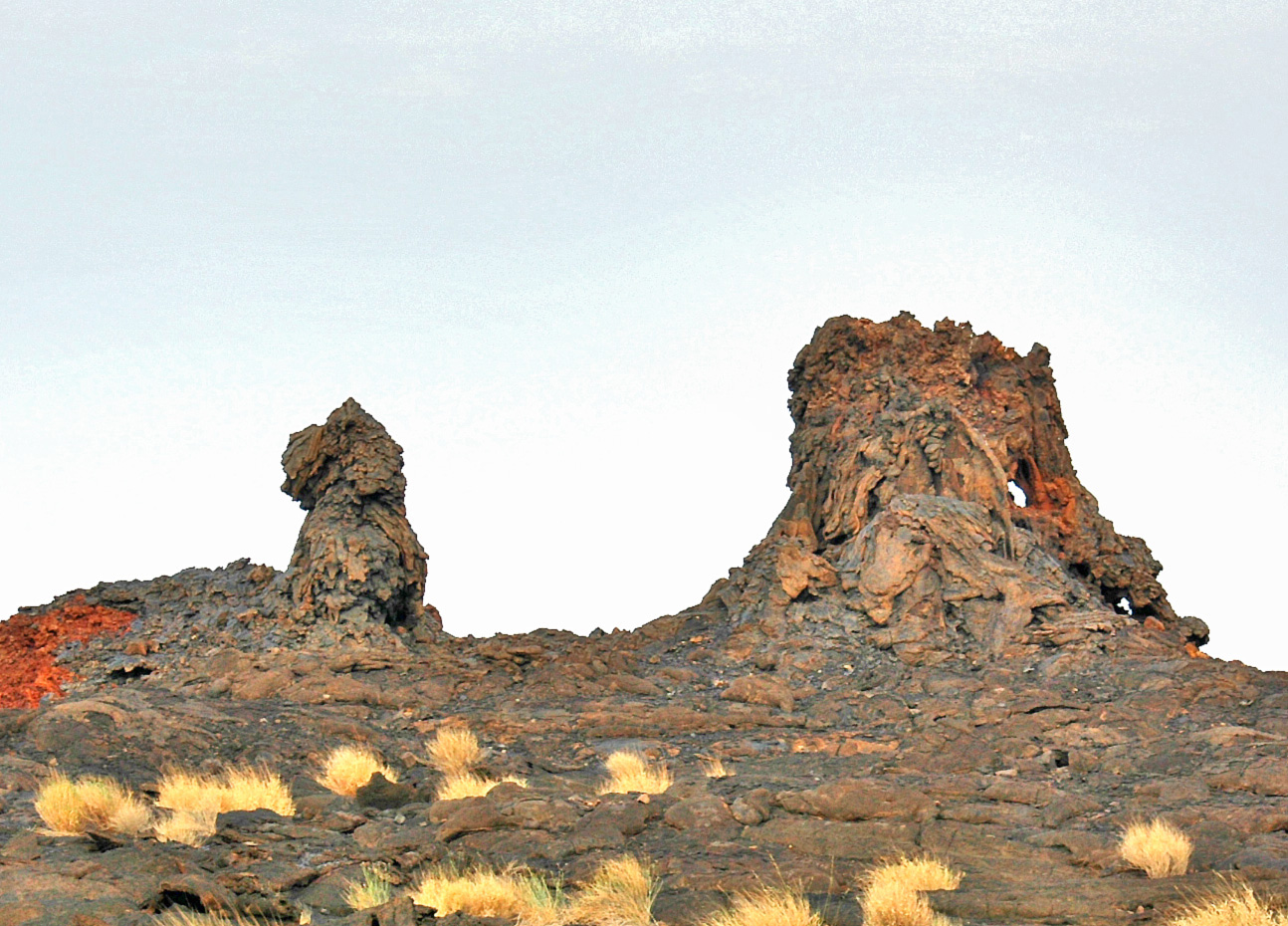
Hornitos an der Westflanke des Erta Ale

Hornitos sind in der Regel nur wenige Meter hoch, können aber auch bis zu 20 m hoch werden und haben oft recht steile Flanken, so dass sie Türmchen gleichen. Man nennt einen Hornito einen „wurzellosen“ Schlackenkegel, weil er nur von dem darunter fließenden Lavastrom gespeist wird, nicht von einem tief reichenden Schlot. Oft sitzt eine Reihe von Hornitos in Fließrichtung einem Lavastrom auf oder erstreckt sich über einem Lavatunnel. Sie entstehen, wenn Restmengen vulkanischer Gase aus dem Lavastrom explosionsartig entweichen. Hornitos sind oft nur kurzlebige Gebilde und stürzen nach Versiegen des Lavastroms oder Änderung seiner Fließrichtung bald wieder in sich zusammen.
Beispiele für Hornitos finden sich im Krater des Ol Doinyo Lengai in Tansania, am Puʻu ʻŌʻō auf Hawaii, am Ätna auf Sizilien und am Erta Ale  in Äthiopien. Zahlreich finden sich Hornitos auch im Aðaldalur im Norden von Island, sie sind ca. 2500 Jahre alt.